# Tranvía de Oporto

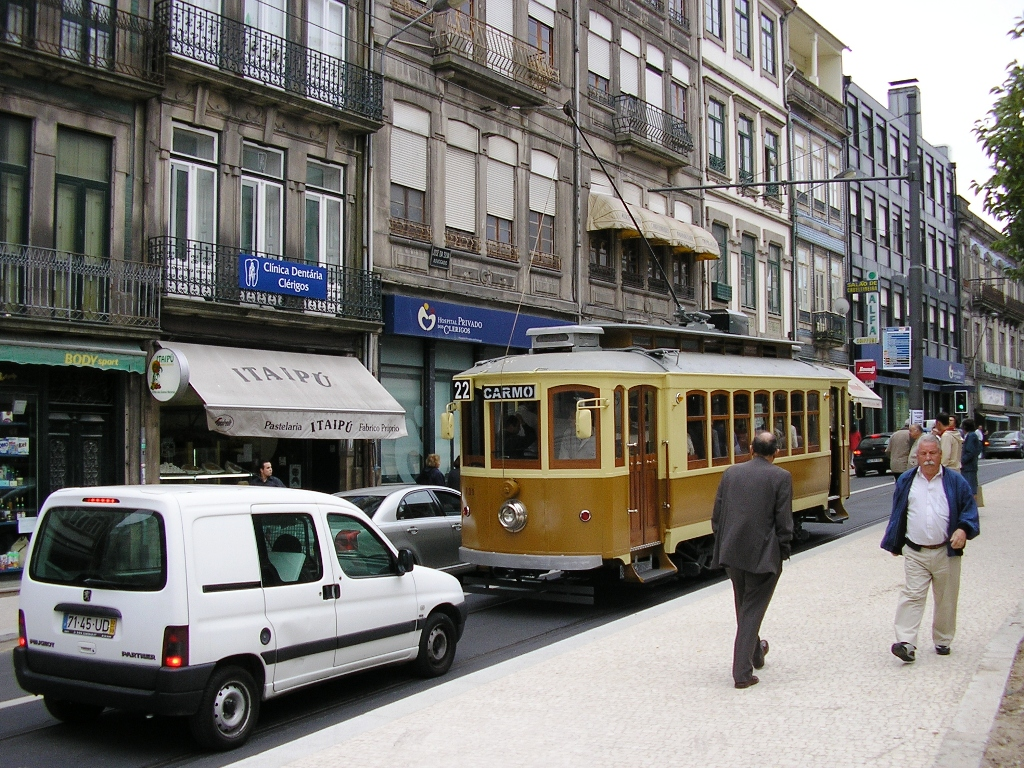
El Eléctrico 22 en la Praça Guilherme Gomes Fernandes de Baixa do Porto.

La red de tranvías en Oporto (en portugués, Elétricos do Porto) comenzó a funcionar en 1895 y es explotada por la STCP, contando en 2010 con tres líneas regulares y una turística:
- Línea 1: Passeio Alegre - Infante
- Línea 18: Massarelos - Carmo
- Línea 22: Circular Carmo - Batalh
- Línea T: Porto Tram City Tour